# Entionella okayamaensis
Entionella okayamaensis är en kräftdjursart som beskrevs av Sueo M. Shiino 1954. Entionella okayamaensis ingår i släktet Entionella och familjen Entoniscidae.
Artens utbredningsområde är havet kring Japan. Inga underarter finns listade i Catalogue of Life.